# キャロル・チャップリン
キャロル・シャーマン・チャップリン (Carroll Sherman Chaplin、1882年4月28日 - 1953年8月9日)はメイン州ポートランドの弁護士、政治家。
メイン州ポートランドで生まれ、公立校に入り、1904年にメイン大学を卒業、1908年にハーバード・ロー・スクールを修了した。同年10月にメイン州弁護士となった。 メイン州共和党に所属し、ポートランド市長を務めた。

## 家族
1915年にベッシー・L・ウィッティアと結婚した。会衆派教会信者で、両親はアシュベル・チャップリンとハルダー・M・(ピーボディー)・チャップリン。メイン州ケープエリザベスで死亡した。